# História militar
A História militar é a área da História na qual se estuda o desenvolvimento das atividades militares, isto é, aquelas que dizem respeito a organizações ou grupos armado. Não se limita somente ao estudo de batalhas e guerras, interessando-se também pela evolução do armamento, da tática e da estratégia militar. O historiador especialista no assunto tem a tarefa de analisar se há documentos ou outras evidencias físicas que garantam sua comprovação histórica-científica.
Os historiadores profissionais concentram-se normalmente em assuntos militares que tiveram um grande impacto nas sociedades envolvidas, bem como nas consequências dos conflitos, enquanto os historiadores amadores e hobbistas estão geralmente mais interessados nos detalhes das batalhas, no equipamento e nos uniformes em uso.
Os assuntos essenciais do estudo da história militar são as causas da guerra, os fundamentos sociais e culturais, a doutrina militar de cada lado, a logística, a liderança, a tecnologia, a estratégia e as táticas utilizadas, e como estas mudaram ao longo do tempo. Por outro lado, a teoria da guerra justa explora as dimensões morais da guerra e, para melhor limitar a realidade destrutiva provocada pela guerra, procura estabelecer uma doutrina de ética militar.
Como campo aplicado, a história militar tem sido estudada nas academias e escolas de serviço porque o comando militar procura não repetir erros do passado e melhorar o seu desempenho atual ao incutir nos comandantes a capacidade de perceber paralelos históricos durante uma batalha, de modo a capitalizar as lições aprendidas no passado. Ao certificar os instrutores de história militar o Combat Studies Institute dos EUA dá menos importância à memorização de detalhes mecânicos e centra-se em temas e contextos relacionados com conflitos atuais e futuros, utilizando o lema "O passado é prólogo".
A disciplina da história militar é dinâmica, alterando-se com o desenvolvimento tanto da área temática como das sociedades e organizações que a utilizam. A natureza dinâmica da disciplina da história militar deve-se em grande parte à rápida mudança das forças militares e à arte e ciência de as gerir, bem como ao ritmo frenético da desenvolvimento tecnológico que ocorreu durante o período conhecido como Revolução Industrial e, mais recentemente, nas nuclear e era da informação. Um conceito recente importante é a Revolução nos Assuntos Militares (RMA), que tenta explicar como a guerra foi moldada por tecnologias emergentes, como a pólvora. Destaca os breves surtos de mudanças rápidas seguidos de períodos de relativa estabilidade.